# Jimmy Tamandi
Jimmy Tamandi est un footballeur suédois, né le 12 mai 1980 à Malmö en Suède. Il évolue comme arrière latéral.

## Sélection
- Suède : 1 sélection
- Première sélection le 31 janvier 2001 : Suède - Îles Féroé (0-0)

Jimmy Tamandi obtient son unique sélection en 2001 en tant que titulaire contre les Îles Féroé.

## Palmarès
Vierge